# 국도 제42호선
국도 제42호선 (인천 ~ 동해선, 國道第四十二號 仁川東海線)은 인천광역시 중구 인천역사거리에서 강원특별자치도 동해시 송정동 동해항 교차로까지 연결하는 대한민국의 일반 국도이다. 이 중에서 인천광역시 남동구 장수서창동에서 수원역까지 구간은 수인로라는 명칭으로 불린다.

## 연혁
- 1971년 8월 31일 : 일반국도노선지정령에 의해 국도 제42호선 인천 ~ 북평선이 됨.[1]
- 1972년 9월 19일 : 도로 노선 개량으로 인해 용인군 기흥면 구갈리 ~ 용인면 삼가리 5.66 km 구간을 4.56 km 로 도로구역 변경[2]
- 1976년 10월 30일 : 정선군 북면 나전리 ~ 여량리 13.13 km 구간 개통, 기존 12.04 km 구간 폐지[3]
- 1976년 12월 30일 : 수인산업도로 (인천시 간석동 ~ 수원시 서둔동) 46.7 km 구간 개통[4]
- 1980년 2월 22일 : 정선군 북면 여량리 ~ 유천리 1.64 km 구간 개통 및 기존 1.84 km 구간 폐지, 정선군 북면 나전리 ~ 여량리 13.13 km 구간 개통 및 기존 12.04 km 구간 폐지[5]
- 1981년 3월 14일 : 종점을 '강원도 삼척군 북평읍'에서 '강원도 동해시'로 변경함. 이에 따라 '인천 ~ 북평선'에서 '인천 ~ 동해선'이 됨.[6]
- 1986년 5월 13일 : 시점을 '경기도 인천시'에서 '인천직할시 중구'로 변경[7]
- 1994년 3월 16일 : 멧둔재터널(평창군 평창읍 노론리 ~ 미탄면 창리) 10.0 km 구간 개통[8]
- 1994년 7월 15일 : 정선군 북면 유천리 ~ 임계면 임계리 21.5 km 구간, 정선군 임계면 임계리 ~ 동해시 신흥동 23 km 구간 개통[9]
- 1995년 1월 12일 : 원주 ~ 안흥간 도로(원주시 태장1동 ~ 횡성군 안흥면 상안리) 36 km 구간 개통[10]
- 1995년 2월 11일 : 용인군 용인읍 김량장리 ~ 마평리 2 km 구간 및 용인군 기흥읍 신갈리 ~ 구갈리 720m 구간 개통[11]
- 1996년 7월 1일 : 시점을 '인천직할시 중구'에서 '인천광역시 중구'로 변경함.[12]
- 1997년 6월 13일 : 여주군 여주읍 교리 ~ 강천면 부평리 10.3 km 구간을 자동차 전용도로로 지정[13]
- 1997년 12월 27일 : 용인 ~ 내사간 도로(용인시 마평동 ~ 이천시 마장면 이치리) 14.42 km 구간 확장 개통, 기존 5.59 km 구간 폐지[14]
- 1998년 5월 1일 : 이천 ~ 여주간 도로(이천시 부발읍 신하리 ~ 여주군 여주읍 교리) 17.32 km 구간 확장 개통, 기존 9.65 km 구간 폐지[15]
- 1999년 7월 19일 : 원주시 문막읍 문막리 ~ 단계동 12.2 km 구간 확장 개통, 기존 9.65 km 구간 폐지[16]
- 1999년 8월 31일 : 반월 ~ 수원시계간 도로(안산시 팔곡동 ~ 수원시 구운동) 9.74 km 구간 확장 개통[17]
- 1999년 12월 28일 : 경기도 여주군 강천면 부평리 ~ 강원도 원주시 문막읍 건등리 9.42 km 구간 자동차 전용도로로 지정[18]
- 1999년 12월 31일 : 여주 ~ 강천간 도로(여주군 여주읍 교리 ~ 강천면 부평리) 10.3 km 구간 확장 개통, 기존 여주군 북내면 천송리 ~ 강천면 부평리 강원도계 15.4 km 구간 폐지[19]
- 2000년 1월 1일 : 경기도 여주군 강천면 부평리 ~ 강원도 원주시 문막읍 건등리 8.12 km 구간 확장 개통, 기존 7.035 km 구간 폐지[20]
- 2000년 12월 23일 : 용인시 양지면 양지리 840m 구간 확장 개통, 기존 800m 구간 폐지[21]
- 2001년 4월 10일 : 원주시 흥업면 사제리 ~ 서곡리 11.7 km 구간을 자동차 전용도로로 지정[22]
- 2002년 1월 7일 : 원주시 봉산동 ~ 소초면 장양리 7.46 km 구간을 자동차 전용도로로 지정[23]
- 2002년 8월 3일 : 원주시 관설동 ~ 봉산동 7.4 km 구간을 자동차 전용도로로 지정[24]
- 2003년 9월 30일 : 강원도 횡성군 안흥면 상안리 640m 구간 개통[25]
- 2004년 12월 31일 : 이천시 마장면 회억리 ~ 표교리 3.35 km 구간 확장 개통 및 기존 4.28 km 구간 폐지, 이천시 호법면 유산리 ~ 부발읍 신하리 3.4 km 구간 확장 개통, 기존 5.3 km 구간 폐지[26]
- 2007년 7월 13일 : 여주우회도로(여주군 여주읍 홍문리 ~ 능서면 왕대리) 3 km 구간 확장 개통[27]
- 2007년 11월 9일 : 1993년 원주 ~ 안흥간 도로 개수공사로 인해 발생한 구 국도 구간 120m 폐지[28]
- 2007년 12월 16일 : 여주우회도로 개통으로 기존 여주군 능서면 왕대리 ~ 여주읍 홍문리 2.54 km 구간 폐지[29]
- 2008년 12월 31일 : 원주시 관내 국도대체우회도로(광터 교차로 ~ 관설 교차로) 구간 12.327 km 개통[30]
- 2009년 10월 13일 : 용인시 기흥구 영덕동 ~ 처인구 남동 12.42km 구간을 자동차 전용도로로 지정[31]
- 2013년 11월 1일 : 전재고개(횡성군 우천면 백달리 ~ 안흥면 안흥리) 9.11 km 구간 신설·개량 개통, 기존 10.11 km 구간 폐지[32]
- 2013년 12월 23일 : 원주시 국도대체우회도로의 관설 ~ 봉산간 도로(원주시 관설동 관설 교차로 ~ 행구동 행구 교차로) 5.3 km 구간 확장 개통[33]
- 2014년 1월 16일 : 원주시 국도대체우회도로 개통으로 인해 기존 원주시 관통(원주시 흥업면 사제리 ~ 소초면 흥양리) 13.25km 구간 폐지[34]
- 2015년 11월 30일 : 평창 ~ 정선간 도로 1,2공구(평창군 평창읍 노론리 ~ 정선군 정선읍 광하리) 14.94 km 구간 확장 개통[35]
- 2017년 12월 31일 : 정선북면우회도로(정선군 여량면 여량리 ~ 유천리) 3.57 km 구간 확장 개통, 기존 3.61 km 구간 폐지[36]
- 2018년 2월 5일 : 평창 ~ 정선간 도로 3공구(정선군 정선읍 광하리 ~ 덕송리) 10.2 km 구간 확장 개통, 기존 13.0 km 구간 폐지[37]
- 2018년 11월 30일 : 용인시 국도대체우회도로(용인시 기흥구 영덕동 ~ 처인구 이동면 천리) 12.54km 구간 확장 개통[38]
- 2018년 12월 31일 : 영월 ~ 방림간 도로 1공구(평창군 평창읍 후평리 ~ 방림면 방림리 6.2km 구간과 평창군 방림면 방림리 500m 구간) 총 6.7km 구간 확장 개통, 기존 6.1km 구간 폐지[39][40]
- 2020년 12월 29일 : 궁촌교차로(용인시 처인구 삼가동) 개통[41]
- 2022년 7월 18일 : 원주 ~ 새말간 도로(원주시 소초면 흥양리 ~ 횡성군 우천면 백달리) 11.66km 구간 개량 개통, 기존 원주시 소초면 학곡리 583m 구간 폐지[42]

## 주요 경유지
인천광역시
- 중구 (북성동2가 · 선린동 · 항동 · 해안동 · 항동 · 사동 · 신생동 · 신흥동) - 미추홀구 (숭의동 · 도화동 · 주안동) - 남동구 (간석동 · 만수동 · 장수동 · 운연동)

경기도
- 시흥시 (신천동 · 대야동 · 은행동 · 안현동 · 매화동 · 도창동 · 금이동 · 논곡동 · 목감동 · 조남동) - 안산시 상록구 (수암동 · 장상동 · 부곡동 · 성포동 · 이동 · 일동 · 팔곡일동 · 건건동 · 사사동) - 수원시 (권선구 (당수동 · 입북동 · 구운동 · 서둔동) - 팔달구 (고등동 · 매산로1가 · 매산로2가 · 매산로3가 · 교동 · 중동 · 팔달로3가 · 영동 · 인계동) - 영통구 (매탄동 · 원천동)) - 용인시 (기흥구 (영덕동 · 신갈동 · 구갈동 · 상하동) - 처인구 (삼가동 · 역북동 · 김량장동 · 마평동 · 양지면) - 이천시 (마장면 · 호법면 · 장록동 · 부발읍) - 여주시 (흥천면 · 세종대왕면 · 월송동 · 교동 · 홍문동 · 매룡동 · 연양동 · 단현동 · 강천면)

강원특별자치도
- 원주시 (문막읍 · 지정면 · 흥업면 · 호저면 · 단계동 · 학성동 · 일산동 · 원동 · 인동 · 평원동 · 봉산동 · 태장동 · 소초면) - 횡성군 (우천면 · 안흥면) - 평창군 (방림면 · 평창읍 · 미탄면) - 정선군 (정선읍 · 북평면 · 여량면 · 임계면) - 강릉시 옥계면 - 동해시 (신흥동 · 달방동 · 이로동 · 쇄운동 · 나안동)

## 노선
- (■): 자동차 전용도로 구간

### 인천광역시
| 이름                                                       | 접속 노선 | 소재지     | 소재지   | 비고                                                        |
| ---------------------------------------------------------- | --- | ---------- | -------- | ----------------------------------------------------------- |
| 인천역 (인천역사거리)                                      | 국도 제6호선 국도 제77호선 국가지원지방도 제84호선 국가지원지방도 제98호선 (제물량로) 월미로 차이나타운로51번길 | 인천광역시 | 중구     | 국도 제46, 77호선과 중복 국가지원지방도 제84, 98호선과 중복 |
| 인천중부경찰서                                             | | 인천광역시 | 중구     | 국도 제46, 77호선과 중복 국가지원지방도 제84, 98호선과 중복 |
| 중구청입구                                                 | 제물량로218번길                                                                                                 | 인천광역시 | 중구     | 국도 제46, 77호선과 중복 국가지원지방도 제84, 98호선과 중복 |
| 동인천등기소                                               | | 인천광역시 | 중구     | 국도 제46, 77호선과 중복 국가지원지방도 제84, 98호선과 중복 |
| 신포사거리                                                 | 신포로 제물량로                                                                                                 | 인천광역시 | 중구     | 국도 제46, 77호선과 중복 국가지원지방도 제84, 98호선과 중복 |
| (제1부두입구)                                              | 인중로 | 인천광역시 | 중구     | 국도 제46, 77호선과 중복 국가지원지방도 제84, 98호선과 중복 |
| 사동삼거리(신포역)                                         | 우현로 | 인천광역시 | 중구     | 국도 제46, 77호선과 중복 국가지원지방도 제84, 98호선과 중복 |
| 인천제2국제여객터미널 인천여자상업고등학교 이마트 동인천점 | | 인천광역시 | 중구     | 국도 제46, 77호선과 중복 국가지원지방도 제84, 98호선과 중복 |
| 수인사거리                                                 | 서해대로 | 인천광역시 | 중구     | 국도 제46, 77호선과 중복 국가지원지방도 제84, 98호선과 중복 |
| 신광사거리                                                 | 국도 제77호선 국가지원지방도 제84호선 국가지원지방도 제98호선 (제물량로) 도원로                                 | 인천광역시 | 중구     | 국도 제46, 77호선과 중복 국가지원지방도 제84, 98호선과 중복 |
| 숭의로터리                                                 | 독배로 샛골로 석정로                                                                                            | 인천광역시 | 미추홀구 | 국도 제46호선과 중복                                        |
| 장안사거리                                                 | 미추로 | 인천광역시 | 미추홀구 | 국도 제46호선과 중복                                        |
| 미추홀구청사거리                                           | 독정이로 | 인천광역시 | 미추홀구 | 국도 제46호선과 중복                                        |
| 숭의삼거리                                                 | 참외전로 | 인천광역시 | 미추홀구 | 국도 제46호선과 중복                                        |
| 제물포역 (제물포역삼거리)                                  | 수봉로 | 인천광역시 | 미추홀구 | 국도 제46호선과 중복                                        |
| 수봉공원입구교차로                                         | 수봉북로 | 인천광역시 | 미추홀구 | 국도 제46호선과 중복                                        |
| (이름 없음)                                                | 숙골로 주안로                                                                                                   | 인천광역시 | 미추홀구 | 국도 제46호선과 중복                                        |
| 도화 나들목                                                | 인천대로 | 인천광역시 | 미추홀구 | 국도 제46호선과 중복 상행 진출입 불가                       |
| 도화IC교차로                                               | 석바위로 한나루로                                                                                               | 인천광역시 | 미추홀구 | 국도 제46호선과 중복                                        |
| 주안사거리                                                 | 제일로 | 인천광역시 | 미추홀구 | 국도 제46호선과 중복                                        |
| 옛시민회관사거리(시민공원역)                               | 미추홀대로 | 인천광역시 | 미추홀구 | 국도 제46호선과 중복                                        |
| 석바위사거리(석바위시장역)                                 | 경원대로 | 인천광역시 | 미추홀구 | 국도 제46호선과 중복                                        |
| (이름 없음)                                                | 구월로 | 인천광역시 | 미추홀구 | 국도 제46호선과 중복                                        |
| 인천경원초등학교                                           | | 인천광역시 | 미추홀구 | 국도 제46호선과 중복                                        |
| (이름 없음)                                                | 석산로 | 인천광역시 | 남동구   | 국도 제46호선과 중복                                        |
| (이름 없음)                                                | 문화로 주안로                                                                                                   | 인천광역시 | 남동구   | 국도 제46호선과 중복                                        |
| 주원사거리                                                 | 예술로 | 인천광역시 | 남동구   | 국도 제46호선과 중복                                        |
| 간석오거리 (간석오거리역) 간석오거리지하차도               | 국도 제46호선 (경인로) 남동대로                                                                                 | 인천광역시 | 남동구   | 국도 제46호선과 중복                                        |
| 상인천중학교                                               | | 인천광역시 | 남동구   |                                                             |
| 간석사거리                                                 | 호구포로 | 인천광역시 | 남동구   |                                                             |
| 만수종합시장입구                                           | 만수로 | 인천광역시 | 남동구   |                                                             |
| 만수주공사거리 (만수동하이웨이주유소)                      | 구월로 백범로124번길                                                                                            | 인천광역시 | 남동구   |                                                             |
| 인천인수초등학교 인천물홍보관 인천장수초등학교             | | 인천광역시 | 남동구   |                                                             |
| 장수사거리                                                 | 무네미로 | 인천광역시 | 남동구   |                                                             |
| 치야고개삼거리                                             | 인주대로 | 인천광역시 | 남동구   |                                                             |
| 운연삼거리                                                 | 만의골로 | 인천광역시 | 남동구   |                                                             |

### 경기도
| 이름                                      | 접속 노선                                            | 소재지 | 소재지                         | 비고                                                |
| ----------------------------------------- | ---------------------------------------------------- | ------ | ------------------------------ | --------------------------------------------------- |
| 신천고가사거리                            | 서해안로                                             | 시흥시 | 신천동                         |                                                     |
| 신천육교삼거리                            | 국도 제39호선 (호현로)                               | 시흥시 | 신천동                         | 국도 제39호선과 중복                                |
| 신천사거리                                | 신천로                                               | 시흥시 | 신천동                         | 국도 제39호선과 중복                                |
| 복음자리입구교차로                        | 국도 제39호선 (시흥대로)                             | 시흥시 | 신천동                         | 국도 제39호선과 중복                                |
| 은행사거리                                | 은행로                                               | 시흥시 | 은행동                         |                                                     |
| 안현 교차로                               | 마유로                                               | 시흥시 | 은행동                         |                                                     |
| 매화동 행정복지센터입구                   | 매화로                                               | 시흥시 | 매화동                         |                                                     |
| (이름 없음)                               | 매화로                                               | 시흥시 | 매화동                         |                                                     |
| 금이사거리                                | 금오로 금화로                                        | 시흥시 | 매화동                         |                                                     |
| 논곡삼거리                                | 광명로                                               | 시흥시 | 목감동                         |                                                     |
| (이름 없음)                               | 박달로                                               | 시흥시 | 목감동                         |                                                     |
| 목감사거리                                | 동서로                                               | 시흥시 | 목감동                         |                                                     |
| 목감지하차도                              | 목감우회로                                           | 시흥시 | 목감동                         |                                                     |
| 구리고개 (장군재)                         |                                                      | 시흥시 | 목감동                         |                                                     |
| 안산국제비즈니스고등학교 안산고등학교     |                                                      | 안산시 | 상록구                         |                                                     |
| 정재초교사거리                            | 순환로                                               | 안산시 | 상록구                         |                                                     |
| 제일CC사거리                              | 시낭로 태마당로                                      | 안산시 | 상록구                         |                                                     |
| 성포 나들목사거리                         | 삼일로                                               | 안산시 | 상록구                         |                                                     |
| 일동 교차로                               | 국도 제39호선 (중앙대로)                             | 안산시 | 상록구                         | 국도 제39호선과 중복                                |
| (이름 없음)                               | 구룡로                                               | 안산시 | 상록구                         | 국도 제39호선과 중복                                |
| (이름 없음)                               | 안산대학로                                           | 안산시 | 상록구                         | 국도 제39호선과 중복                                |
| 북고개삼거리                              | 용신로                                               | 안산시 | 상록구                         | 국도 제39호선과 중복                                |
| (이름 없음)                               | 해안로                                               | 안산시 | 상록구                         | 국도 제39호선과 중복                                |
| (이름 없음)                               | 반월로 건건로 용담로 건지미길                        | 안산시 | 상록구                         | 국도 제39호선과 중복                                |
| 양촌 나들목                               | 국도 제39호선 국도 제47호선 (서해로)                 | 안산시 | 상록구                         | 국도 제39호선과 중복                                |
| 양촌마을앞 교차로                         | 지방도 제313호선 (어사로)                            | 안산시 | 상록구                         |                                                     |
| 당수 나들목                               | 당진로                                               | 수원시 | 권선구                         |                                                     |
| 동안산당수 나들목                         | 17호선 평택파주고속도로                              | 수원시 | 권선구                         |                                                     |
| 서수원 나들목                             | 지방도 제309호선 (과천봉담도시고속화도로)            | 수원시 | 권선구                         |                                                     |
| 구운사거리 (서수원시외버스터미널)         | 서부로                                               | 수원시 | 권선구                         |                                                     |
| 구운오거리                                | 금곡로 구운로 수성로                                 | 수원시 | 권선구                         |                                                     |
| 웃거리사거리                              | 구운로 여기산로                                      | 수원시 | 권선구                         |                                                     |
| 농진청삼거리 (농촌진흥청)                 | 금호로                                               | 수원시 | 권선구                         |                                                     |
| 국토해양인재개발원 국립식량과학원         |                                                      | 수원시 | 권선구                         |                                                     |
| 서둔말삼거리 (서둔동행정복지센터)         | 서호로                                               | 수원시 | 권선구                         |                                                     |
| 서둔교차로                                | 세화로                                               | 수원시 | 권선구                         |                                                     |
| 육교삼거리                                | 서호동로                                             | 수원시 | 권선구                         |                                                     |
| 육교사거리                                | 덕영대로 팔달로                                      | 수원시 | 팔달구                         |                                                     |
| 수원역 (수원역광장교차로)                 | 국가지원지방도 제98호선 (덕영대로)                   | 수원시 | 팔달구                         | 국가지원지방도 제98호선과 중복                      |
| 매산사거리                                | 갓매산로                                             | 수원시 | 팔달구                         | 국가지원지방도 제98호선과 중복                      |
| 매산동주민센터                            |                                                      | 수원시 | 팔달구                         | 국가지원지방도 제98호선과 중복                      |
| 도청오거리 (경기도청)                     | 고화로 효원로                                        | 수원시 | 팔달구                         | 국가지원지방도 제98호선과 중복                      |
| 여성회관사거리                            | 매산로116번길                                        | 수원시 | 팔달구                         | 국가지원지방도 제98호선과 중복                      |
| 교동사거리                                | 매산로 정조로                                        | 수원시 | 팔달구                         | 국가지원지방도 제98호선과 중복                      |
| 중동사거리                                | 정조로 향교로                                        | 수원시 | 팔달구                         | 국가지원지방도 제98호선과 중복                      |
| 영동사거리                                | 수원천로                                             | 수원시 | 팔달구                         | 국가지원지방도 제98호선과 중복                      |
| 지동사거리                                | 세지로                                               | 수원시 | 팔달구                         | 국가지원지방도 제98호선과 중복                      |
| 가톨릭대학교성빈센트병원                  |                                                      | 수원시 | 팔달구                         | 국가지원지방도 제98호선과 중복                      |
| 동수원사거리                              | 국도 제1호선 국도 제43호선 (경수대로)                | 수원시 | 팔달구                         | 국도 제43호선과 중복 국가지원지방도 제98호선과 중복 |
| 인계안골사거리 (동수원병원)               | 중부대로170번길                                      | 수원시 | 팔달구                         | 국도 제43호선과 중복 국가지원지방도 제98호선과 중복 |
| 우만사거리                                | 권광로                                               | 수원시 | 팔달구                         | 국도 제43호선과 중복 국가지원지방도 제98호선과 중복 |
| 가산골삼거리                              | 중부대로223번길                                      | 수원시 | 팔달구                         | 국도 제43호선과 중복 국가지원지방도 제98호선과 중복 |
| 방아다리삼거리                            | 중부대로246번길                                      | 수원시 | 팔달구                         | 국도 제43호선과 중복 국가지원지방도 제98호선과 중복 |
| 아주대삼거리 (아주대시외버스정류장)       | 아주로                                               | 수원시 | 영통구                         | 국도 제43호선과 중복 국가지원지방도 제98호선과 중복 |
| 주막거리사거리                            | 매여울로 중부대로271번길                             | 수원시 | 영통구                         | 국도 제43호선과 중복 국가지원지방도 제98호선과 중복 |
| 법원사거리 수원지방법원                   | 동수원로                                             | 수원시 | 영통구                         | 국도 제43호선과 중복 국가지원지방도 제98호선과 중복 |
| 관터사거리 (원천동행정복지센터)           | 매봉로 중부대로345번길                               | 수원시 | 영통구                         | 국도 제43호선과 중복 국가지원지방도 제98호선과 중복 |
| 원천교삼거리                              | 동탄원천로                                           | 수원시 | 영통구                         | 국도 제43호선과 중복 국가지원지방도 제98호선과 중복 |
| 나촌말삼거리                              | 중부대로448번길                                      | 수원시 | 영통구                         | 국도 제43호선과 중복 국가지원지방도 제98호선과 중복 |
| 삼성전자삼거리                            | 흥덕1로                                              | 수원시 | 영통구                         | 국도 제43호선과 중복 국가지원지방도 제98호선과 중복 |
| 삼성삼거리                                | 삼성로                                               | 수원시 | 영통구                         | 국도 제43호선과 중복 국가지원지방도 제98호선과 중복 |
| 삼성삼거리                                | 삼성로                                               | 용인시 | 기흥구                         | 국도 제43호선과 중복 국가지원지방도 제98호선과 중복 |
| 프리미엄아울렛사거리                      | 중부대로56번길                                       | 용인시 | 기흥구                         | 국도 제43호선과 중복 국가지원지방도 제98호선과 중복 |
| 영통고가사거리 (영통입구시외버스정류장)   | 국도 제43호선 (봉영로) 흥덕3로                       | 용인시 | 기흥구                         | 국도 제43호선과 중복 국가지원지방도 제98호선과 중복 |
| 흥덕입체교차로                            | 흥덕4로                                              | 용인시 | 기흥구                         | 국가지원지방도 제98호선과 중복                      |
| 영덕 교차로                               | 국가지원지방도 제98호선 (중부대로)                   | 용인시 | 기흥구                         | 국가지원지방도 제98호선과 중복                      |
| 신갈고가교                                |                                                      | 용인시 | 기흥구                         |                                                     |
| 상갈 교차로 (상갈교)                      | 국가지원지방도 제98호선 (중부대로) 기흥로            | 용인시 | 기흥구                         |                                                     |
| 상갈1교                                   |                                                      | 용인시 | 기흥구                         |                                                     |
| 구갈생태통로                              |                                                      | 용인시 | 기흥구                         | 연장 약 80m                                         |
| 상갈2교 상갈3교 상갈4교                   |                                                      | 용인시 | 기흥구                         |                                                     |
| 어정 교차로 (어정교)                      | 국가지원지방도 제98호선 (중부대로) 어정로            | 용인시 | 기흥구                         |                                                     |
| 어정1교                                   |                                                      | 용인시 | 기흥구                         |                                                     |
| 상하 교차로 (상하1교)                     | 지방도 제315호선 (사은로)                            | 용인시 | 기흥구                         | 상행 진출 불가 하행 진입 불가                       |
| 상하2교 상하3교                           |                                                      | 용인시 | 기흥구                         |                                                     |
| 상하터널                                  |                                                      | 용인시 | 기흥구                         | 상행 연장 565m 하행 연장 584m                       |
| 상하터널                                  | 처인구                                               | 용인시 |                                | 상행 연장 565m 하행 연장 584m                       |
| 궁촌 교차로 (궁촌교)                      | 국가지원지방도 제98호선 (중부대로) 동백죽전대로      | 용인시 | 서용인 나들목과 연결           |                                                     |
| 궁촌1교                                   |                                                      | 용인시 |                                |                                                     |
| 능안터널                                  |                                                      | 용인시 | 상행 연장 390m 하행 연장 470m  |                                                     |
| 하고개교                                  |                                                      | 용인시 |                                |                                                     |
| 역동 교차로 (역동교)                      | 중부대로1262번길                                     | 용인시 |                                |                                                     |
| 명지 교차로 (명지교)                      | 명지로                                               | 용인시 |                                |                                                     |
| 동진1교                                   |                                                      | 용인시 |                                |                                                     |
| 신기터널                                  |                                                      | 용인시 | 연장 295m                      |                                                     |
| 신기교 신기1교 안터교                     |                                                      | 용인시 |                                |                                                     |
| 대촌 교차로                               | 국도 제45호선 (남북대로)                             | 용인시 | 국도 제45호선과 중복           |                                                     |
| 남리교                                    |                                                      | 용인시 | 국도 제45호선과 중복           |                                                     |
| 남리 교차로 (남리육교)                    | 국도 제45호선 (백옥대로) 신기로                      | 용인시 | 국도 제45호선과 중복           |                                                     |
| 기선교                                    |                                                      | 용인시 |                                |                                                     |
| 마평 교차로                               | 중부대로                                             | 용인시 |                                |                                                     |
| 삼박곡입구삼거리                          | 중부대로1758번길                                     | 용인시 |                                |                                                     |
| 신평삼거리                                | 중부대로1809번길                                     | 용인시 |                                |                                                     |
| 대종휴게소삼거리                          | 중부대로1876번길                                     | 용인시 | 처인구 양지면                  |                                                     |
| 송문리입구삼거리                          | 반정로                                               | 용인시 | 처인구 양지면                  |                                                     |
| 송문2리입구사거리                         | 송주로                                               | 용인시 | 처인구 양지면                  |                                                     |
| 송문1교 송문2교 송문3교                   |                                                      | 용인시 | 처인구 양지면                  |                                                     |
| 남곡2리입구사거리                         | 양지로                                               | 용인시 | 처인구 양지면                  |                                                     |
| 양지1교 양지2교                           |                                                      | 용인시 | 처인구 양지면                  |                                                     |
| 양지사거리                                | 남평로 양대로                                        | 용인시 | 처인구 양지면                  |                                                     |
| 양지 나들목 (양지IC사거리) (양지고가차도) | 50호선 영동고속도로 국도 제17호선 (죽양대로)         | 용인시 | 처인구 양지면                  |                                                     |
| 제일초등학교입구사거리                    | 평창로 중부대로2517번길                              | 용인시 | 처인구 양지면                  |                                                     |
| 추계2리입구삼거리                         | 추계로                                               | 용인시 | 처인구 양지면                  |                                                     |
| 추계1리입구사거리                         | 중부대로2670번길 중부대로2671번길                    | 용인시 | 처인구 양지면                  |                                                     |
| 추계산장앞삼거리                          | 식금로                                               | 용인시 | 처인구 양지면                  |                                                     |
| 추계1교 추계2교                           |                                                      | 용인시 | 처인구 양지면                  |                                                     |
| 오천삼거리                                | 오천로                                               | 이천시 | 마장면                         |                                                     |
| 양촌사거리                                | 지방도 제325호선 (마도로)                            | 이천시 | 마장면                         | 지방도 제325호선과 중복                             |
| 오천교                                    |                                                      | 이천시 | 마장면                         | 지방도 제325호선과 중복                             |
| 오천 교차로                               | 지방도 제325호선 (덕평로)                            | 이천시 | 마장면                         | 지방도 제325호선과 중복                             |
| 오천터널                                  |                                                      | 이천시 | 마장면                         | 상행 연장 457m 하행 연장 480m                       |
| 이치1회전 교차로 (이치1교)                | 서이천로                                             | 이천시 | 마장면                         | 상행 진입 불가 하행 진출 불가                       |
| 이치2교                                   |                                                      | 이천시 | 마장면                         |                                                     |
| 도드람 교차로                             | 서이천로                                             | 이천시 | 마장면                         |                                                     |
| 절골삼거리                                | 중부대로533번길                                      | 이천시 | 마장면                         |                                                     |
| 설서교                                    |                                                      | 이천시 | 마장면                         |                                                     |
| 설서 교차로                               | 중부대로609번길                                      | 이천시 | 마장면                         |                                                     |
| 보름다리사거리                            | 중부대로637번길 중부대로638번길                      | 이천시 | 마장면                         |                                                     |
| 안평삼거리                                | 중부대로714번길                                      | 이천시 | 호법면                         |                                                     |
| 윗들사거리                                | 중부대로759번길                                      | 이천시 | 호법면                         |                                                     |
| 안고니삼거리                              | 안평로                                               | 이천시 | 호법면                         |                                                     |
| 유산물류단지사거리                        | 중부대로897번길                                      | 이천시 | 호법면                         |                                                     |
| 달개실사거리                              | 이섭대천로845번길                                    | 이천시 | 호법면                         |                                                     |
| 유산 교차로 (유산교차교)                  | 이섭대천로                                           | 이천시 | 호법면                         |                                                     |
| 유산1교                                   |                                                      | 이천시 | 호법면                         |                                                     |
| 유산2교                                   |                                                      | 이천시 | 호법면                         |                                                     |
|                                           | 중리동                                               | 이천시 |                                |                                                     |
| 장록교                                    |                                                      | 이천시 |                                |                                                     |
| 장록 회전교차로 (장록교차교)              | 국가지원지방도 제70호선 (진상미로)                   | 이천시 | 국가지원지방도 제70호선과 중복 |                                                     |
| 장록동삼거리                              | 중부대로1195번길                                     | 이천시 | 국가지원지방도 제70호선과 중복 |                                                     |
| 가좌삼거리                                |                                                      | 이천시 | 국가지원지방도 제70호선과 중복 | 부발읍                                              |
| 복하 교차로                               | 국가지원지방도 제70호선 (경충대로)                   | 이천시 | 국가지원지방도 제70호선과 중복 | 부발읍                                              |
| 서희교사거리                              | 효양로                                               | 이천시 |                                | 부발읍                                              |
| 마암삼거리                                | 중부대로1444번길                                     | 이천시 |                                | 부발읍                                              |
| 복하2교사거리                             | 무촌로 구만리로                                      | 이천시 |                                | 부발읍                                              |
| 부발사거리                                | 무촌로                                               | 이천시 |                                | 부발읍                                              |
| 무촌삼거리                                | 지방도 제337호선 (황무로)                            | 이천시 |                                | 부발읍                                              |
| 종합운동장삼거리                          |                                                      | 이천시 |                                | 부발읍                                              |
| 신원교                                    |                                                      | 이천시 |                                | 부발읍                                              |
| 신원 교차로                               | 죽당천로                                             | 이천시 |                                | 부발읍                                              |
| 부발 교차로                               | 국도 제3호선 (성남이천로)                            | 이천시 |                                | 부발읍                                              |
| (이름 없음)                               | 부흥로                                               | 이천시 |                                | 부발읍                                              |
| 용은2 교차로                              | 두무재로                                             | 여주시 | 흥천면                         |                                                     |
| 신근리삼거리                              | 흥천로                                               | 여주시 | 흥천면                         |                                                     |
| 길천교                                    |                                                      | 여주시 | 세종대왕면                     |                                                     |
| 능서삼거리                                | 마장로                                               | 여주시 | 세종대왕면                     |                                                     |
| 능서육교                                  | 능서로                                               | 여주시 | 세종대왕면                     | 하행 진출입만 가능                                  |
| 번도삼거리                                | 마장로                                               | 여주시 | 세종대왕면                     |                                                     |
| 서여주 나들목                             | 45호선 중부내륙고속도로                              | 여주시 | 세종대왕면                     |                                                     |
| 구능 교차로                               | 대왕로 북성산로                                      | 여주시 | 세종대왕면                     |                                                     |
| 백석지기 교차로                           | 중부대로2703번길                                     | 여주시 | 세종대왕면                     |                                                     |
| 절골 교차로                               |                                                      | 여주시 | 세종대왕면                     |                                                     |
| 영릉로 교차로                             | 국도 제37호선 (여주북로) 지방도 제333호선 (중부대로) | 여주시 | 세종대왕면                     | 국도 제37호선과 중복                                |
| 월송 교차로                               | 지방도 제333호선 (여주남로) (우암로)                 | 여주시 | 중앙동                         | 국도 제37호선과 중복                                |
| 월송교 교리교                             |                                                      | 여주시 | 중앙동                         | 국도 제37호선과 중복                                |
| 교동 교차로 (교리IC교)                    | 국도 제37호선 (세종로)                               | 여주시 | 여흥동                         | 국도 제37호선과 중복                                |
| 연양 교차로 (연양육교)                    | 지방도 제345호선 (주내로)                            | 여주시 | 여흥동                         |                                                     |
| 이호대교                                  |                                                      | 여주시 | 여흥동                         |                                                     |
|                                           | 강천면                                               | 여주시 |                                |                                                     |
| 이호육교                                  |                                                      | 여주시 |                                |                                                     |
| 이호 교차로 (강천육교)                    | 강문로                                               | 여주시 |                                |                                                     |
| 간매 교차로 (간매육교)                    | 강문로                                               | 여주시 |                                |                                                     |
| 여주터널                                  |                                                      | 여주시 | 연장 750m                      |                                                     |
| 부평 교차로                               | 부평로                                               | 여주시 |                                |                                                     |
| 부평터널                                  |                                                      | 여주시 | 상행 연장 478m 하행 연장 446m  |                                                     |

기존 구간 (2018년 이전 노선)
- 용인시 기흥구 영덕 교차로 - 경희대입구삼거리 - 수원신갈 나들목 - 신갈시외버스정류장 - 신갈오거리 - 신갈치안센터사거리 - 녹십자사거리 - 기흥역사거리 - 강남대삼거리 (강남대지하차도) - 어정삼거리 - 고인돌마을사거리 - 하나로마트사거리 - 아주냉장삼거리 - 대우아파트삼거리 - 진흥아파트입구 - 수원동(취락마을)삼거리 - 쌍용아파트입구 - 상하동인정프린스A사거리 - 상하교
- 용인시 처인구 삼가삼거리 - 삼가역삼거리 - 용인시청삼거리 - 용인대입구삼거리 - 등기소앞사거리 - 명지대입구사거리 - 통일공원삼거리 - 문예회관입구삼거리 - 처인구청후문사거리 - 터미널사거리

### 강원특별자치도

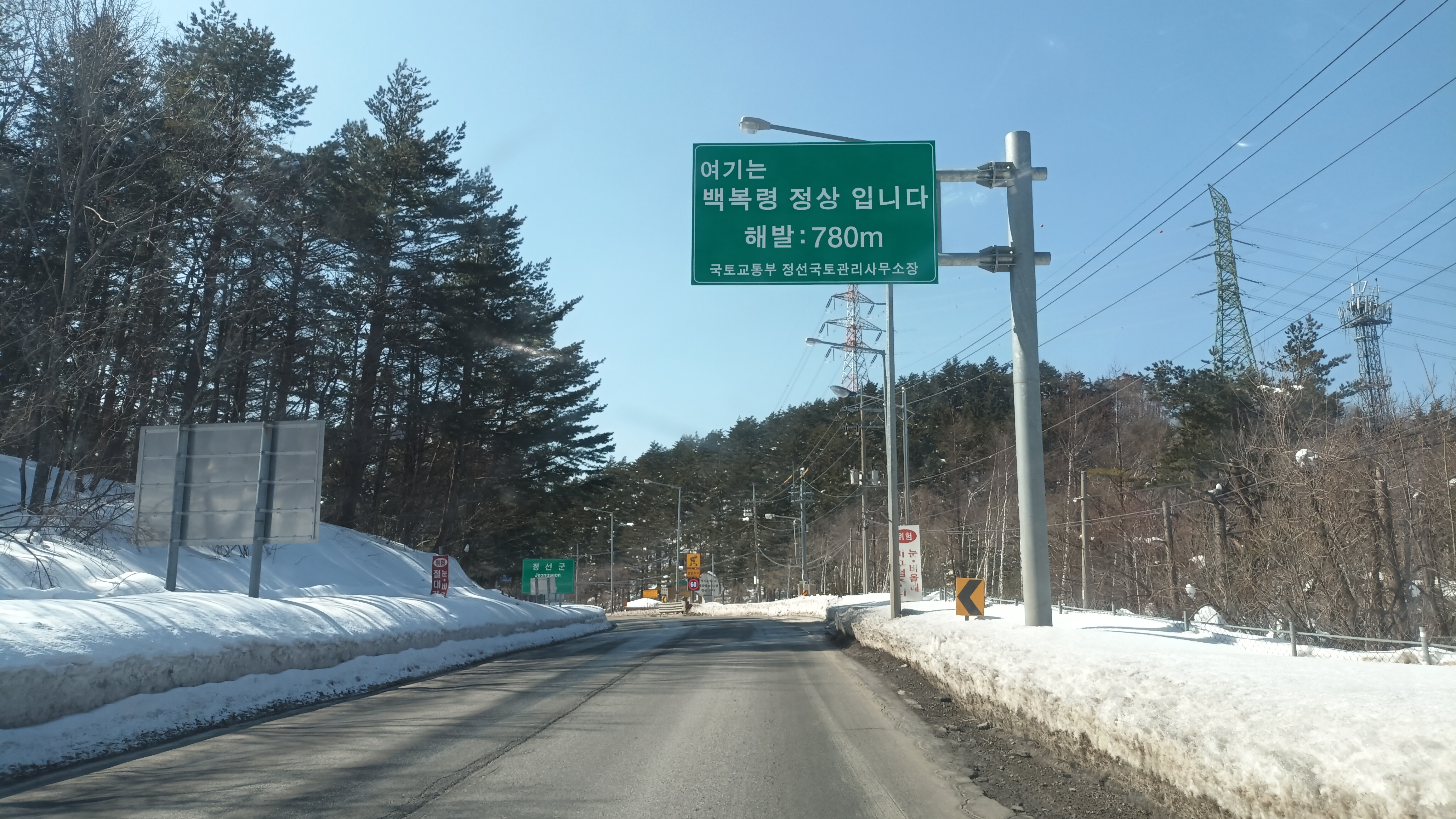
백복령과 국도 제42호선

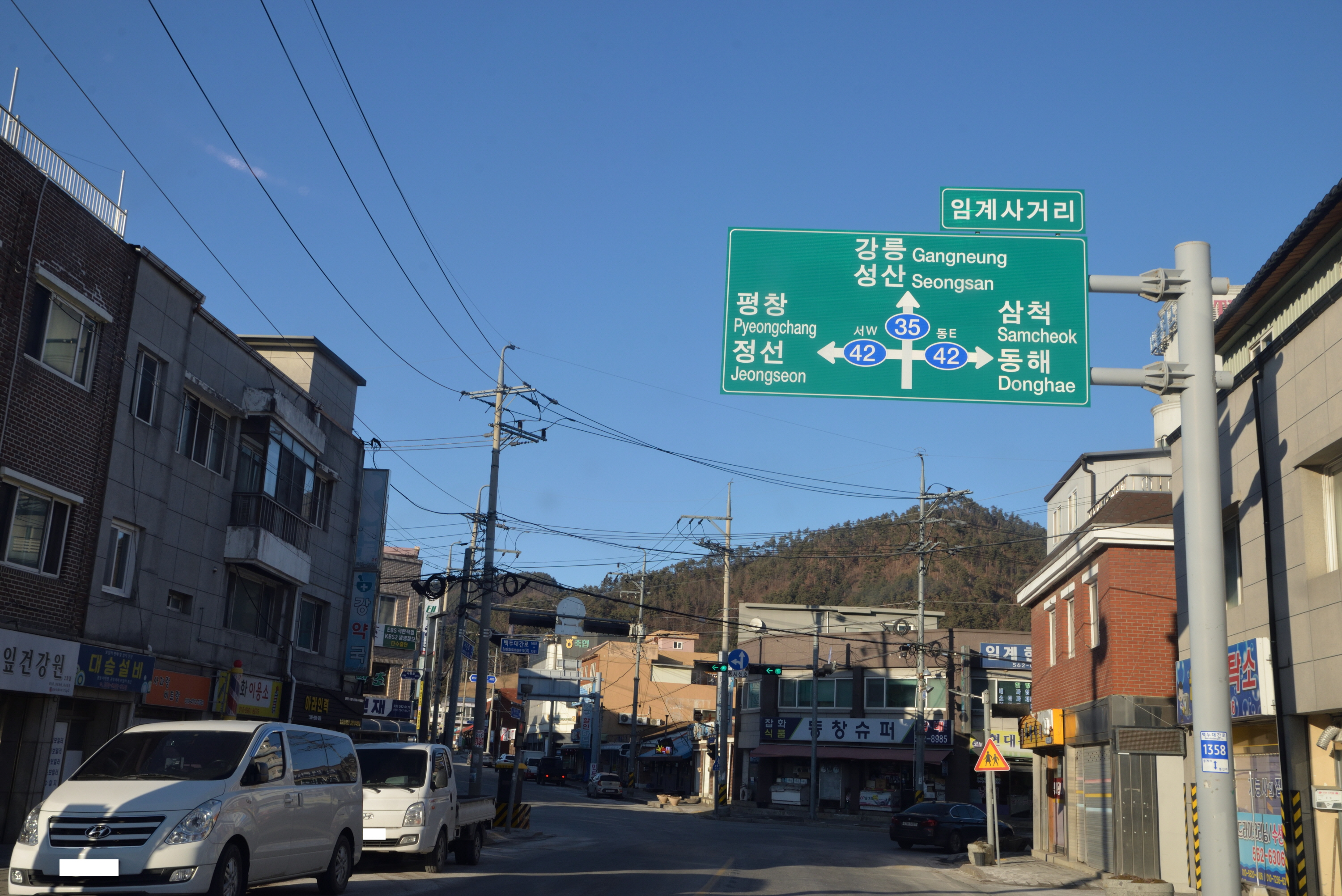
국도 제35호선과 교차하는 정선군 임계면 임계사거리

| 이름                                            | 접속 노선                                     | 소재지 | 소재지                           | 비고                                                   |
| ----------------------------------------------- | --------------------------------------------- | ------ | -------------------------------- | ------------------------------------------------------ |
| 부평터널                                        |                                               | 원주시 | 문막읍                           | 상행 연장 478m 하행 연장 446m                          |
| 대둔 나들목                                     | 원문로                                        | 원주시 | 문막읍                           |                                                        |
| 반계 나들목                                     | 원문로                                        | 원주시 | 문막읍                           |                                                        |
| 문막대교                                        |                                               | 원주시 | 문막읍                           |                                                        |
| 문막 나들목 (문막사거리)                        | 50호선 영동고속도로 토평길                    | 원주시 | 문막읍                           |                                                        |
| 건등사거리 (문막고속시외버스정류소)             | 국가지원지방도 제49호선 (원문로) 왕건로       | 원주시 | 문막읍                           |                                                        |
| (이름 없음)                                     | 동건길                                        | 원주시 | 문막읍                           |                                                        |
| 동화골삼거리                                    | 동화골길                                      | 원주시 | 문막읍                           |                                                        |
| 세고개삼거리                                    | 보통로                                        | 원주시 | 문막읍                           |                                                        |
| (이름 없음)                                     | 동화공단로                                    | 원주시 | 문막읍                           |                                                        |
| 보통삼거리                                      | 보통로                                        | 원주시 | 지정면                           |                                                        |
| 광터 교차로                                     | 국가지원지방도 제88호선 (광터길) (원문로)     | 원주시 | 흥업면                           |                                                        |
| 대안천교                                        |                                               | 원주시 | 흥업면                           |                                                        |
| 삼성 교차로                                     | 승안동길                                      | 원주시 | 흥업면                           |                                                        |
| 대안 교차로                                     | 대안로                                        | 원주시 | 흥업면                           |                                                        |
| 흥업터널                                        |                                               | 원주시 | 흥업면                           | 연장 156m                                              |
| 흥업 교차로                                     | 국도 제19호선 (북원로)                        | 원주시 | 흥업면                           | 국도 제19호선과 중복                                   |
| 흥업교                                          |                                               | 원주시 | 흥업면                           | 국도 제19호선과 중복                                   |
| 서곡 교차로                                     | 용수골길                                      | 원주시 | 판부면                           | 국도 제19호선과 중복                                   |
| 관설 교차로                                     | 국도 제5호선 국가지원지방도 제88호선 (치악로) | 원주시 | 반곡관설동                       | 국도 제5, 19호선과 중복 국가지원지방도 제88호선과 중복 |
| 반곡 교차로                                     | 입춘로                                        | 원주시 | 반곡관설동                       | 국도 제5, 19호선과 중복                                |
| 반곡지하차도                                    |                                               | 원주시 | 반곡관설동                       | 국도 제5, 19호선과 중복                                |
| 행구1교                                         |                                               | 원주시 | 반곡관설동                       | 국도 제5, 19호선과 중복                                |
|                                                 | 행구동                                        | 원주시 |                                  | 국도 제5, 19호선과 중복                                |
| 행구 교차로                                     | 운곡로 행구로                                 | 원주시 |                                  | 국도 제5, 19호선과 중복                                |
| 봉산2교                                         |                                               | 원주시 | 봉산동                           | 국도 제5, 19호선과 중복                                |
| 봉산터널                                        |                                               | 원주시 | 봉산동                           | 국도 제5, 19호선과 중복 연장 870m                      |
| 봉산터널                                        | 소초면                                        | 원주시 |                                  | 국도 제5, 19호선과 중복 연장 870m                      |
| 흥양 교차로                                     | 국도 제5호선 국도 제19호선 (원주우회도로)     | 원주시 | 국도 제5, 19호선과 중복          |                                                        |
| 진양삼거리                                      | 치악로                                        | 원주시 |                                  |                                                        |
| 버들고개                                        |                                               | 원주시 |                                  |                                                        |
| 원증거리사거리                                  | 바우실길 장수2로                              | 원주시 |                                  |                                                        |
| 도도리사거리                                    |                                               | 원주시 |                                  |                                                        |
| 소초사거리                                      | 섬배로 평장안골1길                            | 원주시 |                                  |                                                        |
| 탑고개                                          |                                               | 원주시 |                                  |                                                        |
| 교항삼거리                                      | 둔둔로                                        | 원주시 |                                  |                                                        |
| 지천이고개                                      |                                               | 원주시 |                                  |                                                        |
| 이리실삼거리                                    | 덕고로                                        | 원주시 |                                  |                                                        |
| 장작터삼거리                                    | 치악로                                        | 원주시 |                                  |                                                        |
| 학곡교                                          | 치악로 토동길                                 | 원주시 |                                  |                                                        |
| 학곡삼거리                                      | 구룡사로                                      | 원주시 |                                  |                                                        |
| 역골 교차로                                     | 서동로백달8길                                 | 횡성군 | 우천면                           |                                                        |
| 새말교                                          | 전재로                                        | 횡성군 | 우천면                           |                                                        |
| 새말 교차로                                     | 지방도 제442호선 (한우로)                     | 횡성군 | 우천면                           |                                                        |
| 모란 교차로                                     | 봉화로                                        | 횡성군 | 우천면                           |                                                        |
| 오원 교차로                                     | 전재로 오원소사길                             | 횡성군 | 우천면                           |                                                        |
| 오원교                                          |                                               | 횡성군 | 우천면                           |                                                        |
| 전재 교차로                                     | 전재로                                        | 횡성군 | 우천면                           |                                                        |
| 전재교 풍취교                                   |                                               | 횡성군 | 우천면                           |                                                        |
| 전재터널                                        |                                               | 횡성군 | 우천면                           | 연장 880m                                              |
| 전재터널                                        | 안흥면                                        | 횡성군 |                                  | 연장 880m                                              |
| 신지교                                          |                                               | 횡성군 |                                  |                                                        |
| 신지 교차로                                     | 전재로                                        | 횡성군 |                                  |                                                        |
| 안흥터널                                        |                                               | 횡성군 | 연장 372m                        |                                                        |
| 신흥 교차로                                     | 서동로안흥4길                                 | 횡성군 |                                  |                                                        |
| 실미교                                          | 지방도 제411호선 (안흥로)                     | 횡성군 | 지방도 제411호선과 중복          |                                                        |
| 안흥중학교 안흥고등학교 안흥교                  |                                               | 횡성군 | 지방도 제411호선과 중복          |                                                        |
| 안흥삼거리                                      | 안흥로                                        | 횡성군 | 지방도 제411호선과 중복          |                                                        |
| (안흥초등학교)                                  | 지방도 제411호선 (강변로)                     | 횡성군 | 지방도 제411호선과 중복          |                                                        |
| 방지둔교                                        |                                               | 횡성군 |                                  |                                                        |
| 문재터널                                        |                                               | 횡성군 | 연장 620m                        |                                                        |
| 문재터널                                        |                                               | 평창군 | 연장 620m                        | 방림면                                                 |
| 운교삼거리                                      | 운지로                                        | 평창군 |                                  | 방림면                                                 |
| 운교 사천교 하방림교                            |                                               | 평창군 |                                  | 방림면                                                 |
| 멋다리삼거리                                    | 지방도 제420호선 (고원로)                     | 평창군 |                                  | 방림면                                                 |
| (뇌운입구)                                      | 뇌운계곡로                                    | 평창군 |                                  | 방림면                                                 |
| 방림면사무소 상방림교                           |                                               | 평창군 |                                  | 방림면                                                 |
| 방림삼거리                                      | 서동로                                        | 평창군 |                                  | 방림면                                                 |
| 방림 교차로                                     | 국도 제31호선 (평창대로)                      | 평창군 | 국도 제31호선과 중복             | 방림면                                                 |
| 봉화앞천교                                      |                                               | 평창군 | 국도 제31호선과 중복             | 방림면                                                 |
| 뱃재터널                                        |                                               | 평창군 | 국도 제31호선과 중복 연장 1,740m | 방림면                                                 |
| 뱃재터널                                        | 평창읍                                        | 평창군 | 국도 제31호선과 중복 연장 1,740m |                                                        |
| 가마골천교                                      |                                               | 평창군 | 국도 제31호선과 중복             |                                                        |
| 주진2 교차로                                    | 서동로 찬샘내기2길                            | 평창군 | 국도 제31호선과 중복             |                                                        |
| 주진천교                                        |                                               | 평창군 | 국도 제31호선과 중복             |                                                        |
| 주진 교차로                                     | 서동로 농공단지길 상촌1길 하촌길              | 평창군 | 국도 제31호선과 중복             |                                                        |
| 주진교                                          |                                               | 평창군 | 국도 제31호선과 중복             |                                                        |
| 후평2 교차로                                    | 서동로 후평길                                 | 평창군 | 국도 제31호선과 중복             |                                                        |
| 후평1 교차로                                    | 옥고개길                                      | 평창군 | 국도 제31호선과 중복             |                                                        |
| (교량 명칭 미상)                                |                                               | 평창군 | 국도 제31호선과 중복             |                                                        |
| 평창 교차로                                     | 살구실길 평창중앙로                           | 평창군 | 국도 제31호선과 중복             |                                                        |
| 하리 교차로                                     | 국도 제31호선 (영월 ~ 방림간 도로) 평창강로   | 평창군 | 국도 제31호선과 중복             |                                                        |
| 군청앞사거리                                    | 군청길                                        | 평창군 |                                  |                                                        |
| 평창시외버스터미널                              |                                               | 평창군 |                                  |                                                        |
| 천변삼거리                                      | 평창중앙로                                    | 평창군 |                                  |                                                        |
| 평창교 상리교                                   |                                               | 평창군 |                                  |                                                        |
| 노론삼거리                                      | 고길천로                                      | 평창군 |                                  |                                                        |
| 노론 교차로                                     |                                               | 평창군 |                                  |                                                        |
| 멧둔재 교차로                                   |                                               | 평창군 |                                  |                                                        |
| 멧둔재터널                                      |                                               | 평창군 | 상행 연장 647m 하행 연장 1,265m  |                                                        |
| 멧둔재터널                                      | 미탄면                                        | 평창군 | 상행 연장 647m 하행 연장 1,265m  |                                                        |
| 대용교                                          |                                               | 평창군 | 하행 전용 교량                   |                                                        |
| 창리 교차로                                     | 서동로                                        | 평창군 |                                  |                                                        |
| 율치교 샘내1교 창리1교                          |                                               | 평창군 |                                  |                                                        |
| 미탄 교차로                                     | 서동로 미탄중앙로                             | 평창군 |                                  |                                                        |
| 창리2교 서천1교 서천2교                         |                                               | 평창군 |                                  |                                                        |
| 서천 교차로                                     | 서동로                                        | 평창군 |                                  |                                                        |
| 백운 교차로                                     | 서동로                                        | 평창군 |                                  |                                                        |
| 매대1교                                         |                                               | 평창군 |                                  |                                                        |
| 맷대 교차로                                     | 맷대길                                        | 평창군 |                                  |                                                        |
| 본동1교 본동2교                                 |                                               | 평창군 | 하행 전용 교량                   |                                                        |
| 비행기재터널                                    |                                               | 평창군 | 상행 연장 526m 하행 연장 856m    |                                                        |
| 비행기재터널                                    |                                               | 정선군 | 상행 연장 526m 하행 연장 856m    | 정선읍                                                 |
| 마전교                                          |                                               | 정선군 | 하행 전용 교량                   | 정선읍                                                 |
| 마전 교차로                                     | 정선로 마전길                                 | 정선군 |                                  | 정선읍                                                 |
| 소탄 교차로                                     | 정선로                                        | 정선군 |                                  | 정선읍                                                 |
| 소탄교 광하교                                   |                                               | 정선군 |                                  | 정선읍                                                 |
| 광하 교차로                                     | 망하길                                        | 정선군 |                                  | 정선읍                                                 |
| 송단교 상평교 광석교                            |                                               | 정선군 |                                  | 정선읍                                                 |
| 광석 교차로                                     | 정선로 군언길                                 | 정선군 |                                  | 정선읍                                                 |
| 용탄교                                          |                                               | 정선군 |                                  | 정선읍                                                 |
| 솔치재터널                                      |                                               | 정선군 | 연장 770m                        | 정선읍                                                 |
| 북실 교차로                                     | 지방도 제424호선 (정선로)                     | 정선군 |                                  | 정선읍                                                 |
| 미천교 북실대교                                 |                                               | 정선군 |                                  | 정선읍                                                 |
| 정선터널                                        |                                               | 정선군 | 연장 1,874m                      | 정선읍                                                 |
| 덕송 교차로                                     | 국도 제59호선 (정선로)                        | 정선군 | 국도 제59호선과 중복             | 정선읍                                                 |
| 덕송삼거리                                      | 남평강변로                                    | 정선군 | 국도 제59호선과 중복             | 정선읍                                                 |
| 나전교                                          |                                               | 정선군 | 국도 제59호선과 중복             | 북평면                                                 |
| 나전1 교차로                                    | 국도 제59호선 (오대천로)                      | 정선군 |                                  | 북평면                                                 |
| 북평삼거리                                      | 북평중앙로                                    | 정선군 |                                  | 북평면                                                 |
| 북평초교삼거리                                  | 탑골길                                        | 정선군 |                                  | 북평면                                                 |
| 항동교                                          |                                               | 정선군 |                                  | 북평면                                                 |
| 장열대교삼거리                                  | 장열길                                        | 정선군 |                                  | 북평면                                                 |
| 여량교                                          |                                               | 정선군 | 여량면                           |                                                        |
| 여량터널                                        |                                               | 정선군 | 여량면                           | 연장 410m                                              |
| 꽃벼루교차로                                    | 서동로                                        | 정선군 | 여량면                           |                                                        |
| 고양천교                                        |                                               | 정선군 | 여량면                           |                                                        |
| 여량 교차로                                     | 고양로                                        | 정선군 | 여량면                           | 상행 진출 불가 하행 진입 불가                          |
| 아우라지터널                                    |                                               | 정선군 | 여량면                           | 연장 480m                                              |
| 아우라지2교                                     |                                               | 정선군 | 여량면                           |                                                        |
| 유천 교차로                                     | 서동로                                        | 정선군 | 여량면                           |                                                        |
| 큰너그니재                                      |                                               | 정선군 | 여량면                           |                                                        |
| 송원삼거리                                      | 반천고양로                                    | 정선군 | 임계면                           |                                                        |
| 작은너그니재                                    |                                               | 정선군 | 임계면                           |                                                        |
| 임계사거리                                      | 국도 제35호선 (백두대간로)                    | 정선군 | 임계면                           |                                                        |
| 임계시외버스정류장 임계면사무소 임계대교 검문교 |                                               | 정선군 | 임계면                           |                                                        |
| 화천동삼거리                                    | 화천동길                                      | 정선군 | 임계면                           |                                                        |
| 도전삼거리                                      | 눈꽃마을길                                    | 정선군 | 임계면                           |                                                        |
| 갈고개                                          |                                               | 정선군 | 임계면                           |                                                        |
| 가목삼거리                                      | 눈꽃마을길                                    | 정선군 | 임계면                           |                                                        |
| 백복령                                          |                                               | 정선군 | 임계면                           | 해발 780m                                              |
| 백복령                                          | 강릉시                                        | 옥계면 |                                  | 해발 780m                                              |
| 남면치                                          | 강릉시                                        | 옥계면 | 옥계로                           |                                                        |
| 비천교                                          | 달방길                                        | 동해시 | 삼화동                           |                                                        |
| 소비 교차로                                     | 효자로                                        | 동해시 | 삼화동                           |                                                        |
| 소비교                                          |                                               | 동해시 | 삼화동                           |                                                        |
| 원평 교차로                                     | 효자로                                        | 동해시 | 삼화동                           |                                                        |
| 도내교                                          |                                               | 동해시 | 삼화동                           |                                                        |
| 전천과선교 쌍동교                               |                                               | 동해시 | 북삼동                           |                                                        |
| 청운 교차로                                     | 청운로                                        | 동해시 | 북삼동                           |                                                        |
| 북평 교차로                                     | 국도 제7호선 (동해대로)                       | 동해시 | 북삼동                           | 상행 진입 불가 하행 진출 불가                          |
| 동해항교차로                                    | 대동로                                        | 동해시 | 송정동                           |                                                        |

기존 구간 (2009년 이전 노선)
- 원주시 광터 교차로 - 사제사거리 - 만종역삼거리 - 만종삼거리 - 청골사거리(구 단계삼거리) - 점말사거리 - 단계사거리(국도 제19호선과 교차) - 역전삼거리 - 원주역사거리 - 지하상가사거리 - 평원사거리 - 학성초등학교 - 태학교사거리(국도 제5호선과 교차) - 태학교 - 학봉정삼거리(국도 제5호선과 교차) - 태장1동 행정복지센터 - 가매기사거리 - 태장중학교 - 강원과학고등학교 - 흥양삼거리 - 흥양교 - 흥양리

기존 구간 (2015년 이전 노선)
- 평창군 노론삼거리 - 노론 교차로 - 멧둔재 교차로 - 멧둔재터널 - 창리삼거리 - 미탄삼거리 - 백운삼거리 - 비행기재터널
- 정선군 비행기재터널

기존 구간 (2018년 이전 노선)
- 정선군 광하교 - 솔치삼거리 - 용탄삼거리 - 복실삼거리 - 정선정보산업고등학교 - 정선여객터미널 - 현대아파트삼거리 - 정선1교삼거리 - 정선1교 - 군청앞삼거리 - 정선읍사무소 - 읍사무소앞삼거리 - 봉양사거리 - 교육청앞 - 정선2교사거리 - 덕송삼거리
- 정선군 아우라지 교차로 - 여량소교 - 여량면사무소 - 아우라지사거리 - 여량버스터미널 - 여량초등학교 - 제1여량교 - 유천 교차로

## 도로명
인천광역시
- 중구 인천역사거리 ~ 신포사거리 : 제물량로
- 중구 신포사거리 ~ (제1부두입구) : 신포로
- 중구 (제1부두입구) ~ 미추홀구 숭의로터리 : 인중로
- 미추홀구 숭의로터리 ~ 남동구 간석오거리 : 경인로
- 남동구 간석오거리 ~ 장수사거리 : 백범로
- 남동구 장수사거리 ~ 운연동 : 수인로

경기도
- 시흥시 신천동 ~ 수원시 팔달구 육교사거리 : 수인로
- 수원시 팔달구 육교사거리 ~ 수원역광장 교차로 : 덕영대로
- 수원시 팔달구 수원역광장 교차로 ~ 교동사거리 : 매산로
- 수원시 팔달구 교동사거리 ~ 중동사거리 : 정조로
- 수원시 팔달구 중동사거리 ~ 용인시 기흥구 영덕 교차로 : 중부대로
- 용인시 기흥구 영덕 교차로 ~ 처인구 대촌 교차로 : 신중부대로
- 용인시 처인구 대촌 교차로 ~ 남리 교차로 : 남북대로
- 용인시 처인구 남리 교차로 ~ 터미널사거리 : 백옥대로
- 용인시 처인구 터미널사거리 ~ 여주시 능서면 영릉 교차로 : 중부대로
- 여주시 능서면 영릉 교차로 ~ 중앙동 월송 교차로 : 여주북로
- 여주시 중앙동 월송 교차로 ~ 강천면 부평터널 : 여원로

강원특별자치도
- 원주시 문막읍 부평터널 ~ 건등사거리 : 여원로
- 원주시 문막읍 건등사거리 ~ 흥업면 광터 교차로 : 원문로
- 원주시 흥업면 광터 교차로 ~ 소초면 흥양 교차로 : 원주시 국도대체우회도로
- 원주시 소초면 흥양 교차로 ~ 진양삼거리 : 노루고개길
- 원주시 소초면 진양삼거리 ~ 학곡삼거리 : 치악로
- 원주시 소초면 학곡삼거리 ~ 평창군 방림면 방림삼거리 : 서동로
- 평창군 방림면 방림삼거리 ~ 방림 교차로 : 평창대로
- 평창군 방림면 방림 교차로 ~ 평창읍 후평2 교차로 : 뱃재로
- 평창군 평창읍 후평2 교차로 ~ 동해시 송정동 동해항 교차로 : 서동로

## 자동차 전용도로 구간
아래 구간은 국토교통부에서 지정한 자동차 전용도로 구간이므로 보행자, 자전거 등은 통행할 수 없다. 이륜자동차 (모터사이클 혹은 오토바이)는 긴급자동차 (싸이카 및 소방용 모터사이클 등)에 한해 통행이 가능하며, 그 밖의 이륜자동차와 경운기, 우마차, 트랙터, 손수레는 통행할 수 없다.
| 도로명                  | 시점                                             | 종점                                             | 총연장 (km) | 차로수 | 지정일           |
| ----------------------- | ------------------------------------------------ | ------------------------------------------------ | ----------- | ------ | ---------------- |
| 신중부대로              | 경기도 용인시 기흥구 영덕동 (영덕 교차로)        | 경기도 용인시 처인구 남동 (대촌 분기점)          | 12.42       | 4      | 2009년 10월 13일 |
| 여원로                  | 경기도 여주시 교동(교리 교차로)                  | 경기도 여주시 강천면 부평리                      | 10.3        | 4      | 1997년 6월 13일  |
| 여원로                  | 경기도 여주시 강천면 부평리                      | 강원특별자치도 원주시 문막읍 건등리(문막사거리)  | 9.42        | 4      | 1999년 12월 28일 |
| 원주시 국도대체우회도로 | 강원특별자치도 원주시 흥업면 사제리(광터 교차로) | 강원특별자치도 원주시 판부면 서곡리(서곡 교차로) | 11.7        | 4      | 2001년 4월 10일  |
| 원주시 국도대체우회도로 | 강원특별자치도 원주시 관설동(관설 교차로)        | 강원특별자치도 원주시 봉산동(봉산터널)           | 7.4         | 4      | 2002년 8월 3일   |
| 원주시 국도대체우회도로 | 강원특별자치도 원주시 봉산동(봉산터널)           | 강원특별자치도 원주시 소초면 수암리              | 7.5         | 4      | 2001년 12월 27일 |
| 서동로                  | 강원특별자치도 동해시 이로동(소비 교차로)        | 강원특별자치도 동해시 쇄운동(청운 교차로)        | 5.47        | 4      | 2008년 7월 18일  |

## 같이 보기
- 수인로
- 중부대로